# Korea Południowa na Zimowych Igrzyskach Olimpijskich 2022
Korea Południowa na Zimowych Igrzyskach Olimpijskich 2022 – występ kadry sportowców reprezentujących Koreę Południową na igrzyskach olimpijskich, które odbyły się w Pekinie, w Chińskiej Republice Ludowej, w dniach 4–20 lutego 2022 roku.
Reprezentacja Korei Południowej liczyła sześćdziesięcioro pięcioro zawodników – trzydzieści kobiet i trzydziestu pięciu mężczyzn.
Był to dziewiętnasty start Korei Południowej na zimowych igrzyskach olimpijskich.

## Zdobyte medale
Południowi Koreańczycy zdobyli 9 medali - 2 złote, 5 srebrnych i 2 brązowe. Wszystkie z nich były zasługą łyżwiarzy szybkich. 5, w tym oba złote, wywalczyli na krótkim torze, a 4 na długim torze.
Był to siódmy wynik w dotychczasowej historii startów Korei Południowej na zimowych igrzyskach olimpijskich i najsłabszy od Zimowych Igrzyskach Olimpijskich 2002 w Salt Lake City.
Najbardziej utytułowanym południowokoreańskim zawodnikiem igrzysk została shorttrakistka Choi Min-jeong - zdobywczyni jednego złotego i dwóch srebrnych medali.
| Data      | Medal  | Zawodnik                                                              | Dyscyplina          | Konkurencja          |
| --------- | ------ | --------------------------------------------------------------------- | ------------------- | -------------------- |
| 8 lutego  | Brąz   | Kim Min-seok                                                          | Łyżwiarstwo szybkie | 1500 m mężczyzn      |
| 9 lutego  | Złoto  | Hwang Dae-heon                                                        | Short track         | 1500 m mężczyzn      |
| 11 lutego | Srebro | Choi Min-jeong                                                        | Short track         | 1000 m kobiet        |
| 12 lutego | Srebro | Cha Min-kyu                                                           | Łyżwiarstwo szybkie | 500 m mężczyzn       |
| 13 lutego | Srebro | Seo Whi-min Choi Min-jeong Kim A-lang Lee Yu-bin                      | Short track         | sztafeta kobiet      |
| 15 lutego | Srebro | Lee June-seo Kim Dong-wook Hwang Dae-heon Kwak Yoon-gy Park Jang-hyuk | Short track         | sztafeta mężczyzn    |
| 16 lutego | Złoto  | Choi Min-jeong                                                        | Short track         | 1500 m kobiet        |
| 19 lutego | Srebro | Chung Jae-won                                                         | Łyżwiarstwo szybkie | bieg masowy mężczyzn |
| 19 lutego | Brąz   | Lee Seung-hoon                                                        | Łyżwiarstwo szybkie | bieg masowy mężczyzn |

## Reprezentanci

### Biathlon
| Zawodnik               | Konkurencja                | Strzelanie  | Czas    | Miejsce | Źródło |
| ---------------------- | -------------------------- | ----------- | ------- | ------- | ------ |
| Jekatierina Awwakumowa | bieg indywidualny kobiet   | 6 (3+0+2+1) | 52:31,4 | 73.     | [ 1 ]  |
| Jekatierina Awwakumowa | bieg pościgowy kobiet      | (3+4+X+X)   | LAP     | LAP     | [ 1 ]  |
| Jekatierina Awwakumowa | sprint kobiet              | 2 (2+0)     | 23:19,4 | 49.     | [ 1 ]  |
| Kim Seon-su            | bieg indywidualny kobiet   | 6 (3+0+3+0) | 56:37,5 | 84.     | [ 2 ]  |
| Kim Seon-su            | sprint kobiet              | 1 (1+0)     | 25:18,2 | 83.     | [ 2 ]  |
| Timofiej Łapszyn       | bieg indywidualny mężczyzn | 5 (1+1+2+1) | 57:13,0 | 76.     | [ 3 ]  |
| Timofiej Łapszyn       | sprint mężczyzn            | 2 (1+1)     | 27:30,8 | 82.     | [ 3 ]  |

### Biegi narciarskie
| Zawodnik                   | Konkurencja                | Kwalifikacje | Kwalifikacje | Ćwierćfinały | Ćwierćfinały | Półfinały | Półfinały | Finał   | Finał   | Źródło |
| Zawodnik                   | Konkurencja                | Czas         | Miejsce      | Czas         | Miejsce      | Czas      | Miejsce   | Czas    | Miejsce | Źródło |
| -------------------------- | -------------------------- | ------------ | ------------ | ------------ | ------------ | --------- | --------- | ------- | ------- | ------ |
| Han Da-som                 | bieg łączony kobiet        | —            | —            | —            | —            | —         | —         | DNF     | DNF     | [ 4 ]  |
| Han Da-som                 | sprint kobiet              | 3:51,34      | 75.          | NQ           | NQ           | NQ        | NQ        | NQ      | 75.     | [ 4 ]  |
| Jeong Jong-won             | bieg indywidualny mężczyzn | —            | —            | —            | —            | —         | —         | 46:34,6 | 82.     | [ 5 ]  |
| Jeong Jong-won             | bieg łączony mężczyzn      | —            | —            | —            | —            | —         | —         | LAP     | 66.     | [ 5 ]  |
| Jeong Jong-won             | sprint mężczyzn            | 3:16,15      | 81.          | NQ           | NQ           | NQ        | NQ        | NQ      | 81.     | [ 5 ]  |
| Kim Min-woo                | bieg indywidualny mężczyzn | —            | —            | —            | —            | —         | —         | 45:21,6 | 79.     | [ 6 ]  |
| Kim Min-woo                | bieg łączony mężczyzn      | —            | —            | —            | —            | —         | —         | LAP     | 60.     | [ 6 ]  |
| Kim Min-woo                | sprint mężczyzn            | 3:19,76      | 82.          | NQ           | NQ           | NQ        | NQ        | NQ      | 82.     | [ 6 ]  |
| Lee Chae-won               | bieg indywidualny kobiet   | —            | —            | —            | —            | —         | —         | 34:45,5 | 75.     | [ 7 ]  |
| Lee Chae-won               | bieg łączony kobiet        | —            | —            | —            | —            | —         | —         | DNS     | DNS     | [ 7 ]  |
| Lee Chae-won               | sprint kobiet              | 55:52,6      | 61.          | NQ           | NQ           | NQ        | NQ        | NQ      | 61.     | [ 7 ]  |
| Lee Eui-jin                | bieg indywidualny kobiet   | —            | —            | —            | —            | —         | —         | 34:07,9 | 72.     | [ 8 ]  |
| Lee Eui-jin                | sprint kobiet              | 3:52,05      | 77.          | NQ           | NQ           | NQ        | NQ        | NQ      | 77.     | [ 8 ]  |
| Han Da-som Lee Eui-jin     | sprint drużynowy kobiet    | —            | —            | —            | —            | 26:55,52  | 11.       | NQ      | 22.     | [ 9 ]  |
| Kim Min-woo Jeong Jong-won | sprint drużynowy mężczyzn  | —            | —            | —            | —            | 22:56,16  | 13.       | NQ      | 25.     | [ 10 ] |

### Bobsleje
| Zawodnik                                                | Konkurencja      | 1. przejazd | 1. przejazd | 2. przejazd | 2. przejazd | 3. przejazd | 3. przejazd | 4. przejazd | 4. przejazd | Suma    | Suma    | Źródło |
| Zawodnik                                                | Konkurencja      | Czas        | Miejsce     | Czas        | Miejsce     | Czas        | Miejsce     | Czas        | Miejsce     | Czas    | Miejsce | Źródło |
| ------------------------------------------------------- | ---------------- | ----------- | ----------- | ----------- | ----------- | ----------- | ----------- | ----------- | ----------- | ------- | ------- | ------ |
| Suk Young-jin Kim Hyeong-geun                           | dwójki mężczyzn  | 1:00,28     | 23.         | 1:00,46     | 22.         | 1:00,52     | 24.         | NQ          | NQ          | 3:01,26 | 24.     | [ 11 ] |
| Won Yun-jong Kim Jin-su                                 | dwójki mężczyzn  | 59,89       | 14.         | 1:00,28     | 17.         | 1:00,10     | 14.         | 1:00,97     | 20.         | 4:01,24 | 19.     | [ 11 ] |
| Suk Young-jin Kim Hyeong-geun Kim Tae-yang Shin Ye-chan | czwórki mężczyzn | 59,74       | 25.         | 1:00,31     | 26.         | 59,91       | 25.         | NQ          | NQ          | 2:59,96 | 25.     | [ 12 ] |
| Won Yun-jong Kim Jin-su Jung Hyun-woo Kim Dong-hyun     | czwórki mężczyzn | 59,45       | 19.         | 59,60       | 16.         | 59,38       | 16.         | 59,59       | 15.         | 3:58,02 | 18.     | [ 12 ] |
| Kim Yoo-ran                                             | monobob kobiet   | 1:06,68     | 20          | 1:07,02     | 18          | 1:06,41     | 14          | 1:06,41     | 13          | 4:26,52 | 18.     | [ 13 ] |

### Curling
| Drużyna                                                               | Konkurencja    | Faza grupowa     | Faza grupowa            | Faza grupowa                        | Faza grupowa     | Faza grupowa              | Faza grupowa     | Faza grupowa       | Faza grupowa     | Faza grupowa     | Faza grupowa | Półfinały        | Finał/3.miejsce  | Pozycja | Źródło |
| Drużyna                                                               | Konkurencja    | Przeciwnik Wynik | Przeciwnik Wynik        | Przeciwnik Wynik                    | Przeciwnik Wynik | Przeciwnik Wynik          | Przeciwnik Wynik | Przeciwnik Wynik   | Przeciwnik Wynik | Przeciwnik Wynik | Pozycja      | Przeciwnik Wynik | Przeciwnik Wynik | Pozycja | Źródło |
| --------------------------------------------------------------------- | -------------- | ---------------- | ----------------------- | ----------------------------------- | ---------------- | ------------------------- | ---------------- | ------------------ | ---------------- | ---------------- | ------------ | ---------------- | ---------------- | ------- | ------ |
| Kim Eun-jung, Kim Kyeong-ae, Kim Cho-hi, Kim Seon-yeong, Kim Yeong-mi | turniej kobiet | Kanada · P 7:12  | Wielka Brytania · W 9:7 | Rosyjski Komitet Olimpijski · W 9:5 | Chiny · P 5:6    | Stany Zjednoczone · P 6:8 | Japonia · W 10:5 | Szwajcaria · P 4:8 | Dania · W 8:7    | Szwecja · P 4:8  | 8.           | NQ               | NQ               | 8.      | [ 14 ] |

### Kombinacja norweska
| Zawodnik   | Konkurencja                     | Skok      | Skok   | Skok    | Bieg    | Bieg    | Miejsce | Źródło |
| Zawodnik   | Konkurencja                     | Odległość | Punkty | Miejsce | Czas    | Miejsce | Miejsce | Źródło |
| ---------- | ------------------------------- | --------- | ------ | ------- | ------- | ------- | ------- | ------ |
| Park Je-un | skocznia normalna/bieg na 10 km | 90,0      | 82,3   | 36.     | 32:34,3 | 43.     | 42.     | [ 15 ] |
| Park Je-un | skocznia duża/bieg na 10 km     | 107,0     | 67,9   | 39.     | 30:08,5 | 47.     | 44.     | [ 15 ] |

### Łyżwiarstwo figurowe
| Zawodnik      | Konkurencja | SP     | SP   | FS     | FS   | Nota łączna | Nota łączna | Źródło |
| Zawodnik      | Konkurencja | Punkty | Poz. | Punkty | Poz. | Punkty      | Poz.        | Źródło |
| ------------- | ----------- | ------ | ---- | ------ | ---- | ----------- | ----------- | ------ |
| Cha Jun-hwan  | soliści     | 99,51  | 4. Q | 182,87 | 7.   | 282,38      | 5.          | [ 16 ] |
| Kim Ye-lim    | solistki    | 67,78  | 9. Q | 134,85 | 11.  | 202,63      | 9.          | [ 17 ] |
| Lee Si-hyeong | soliści     | 65,69  | 27.  | NQ     | NQ   | 65,69       | 27.         | [ 18 ] |
| You Young     | solistki    | 70,34  | 6. Q | 142,75 | 4.   | 213,09      | 6.          | [ 19 ] |

### Łyżwiarstwo szybkie
| Zawodnik         | Konkurencja     | Finał   | Finał  | Finał   | Źródło |
| Zawodnik         | Konkurencja     | Czas    | Strata | Miejsce | Źródło |
| ---------------- | --------------- | ------- | ------ | ------- | ------ |
| Cha Min-kyu      | 500 m mężczyzn  | 34,39   | +0,07  | srebro  | [ 20 ] |
| Cha Min-kyu      | 1000 m mężczyzn | 1:09,69 | +1,77  | 18.     | [ 20 ] |
| Kim Hyun-yung    | 1000 m kobiet   | 1:17,50 | +4,31  | 25.     | [ 21 ] |
| Kim Jun-ho       | 500 m mężczyzn  | 34,54   | +0,22  | 6.      | [ 22 ] |
| Kim Min-seok     | 1000 m mężczyzn | 1:10,08 | +2,16  | 24.     | [ 23 ] |
| Kim Min-seok     | 1500 m mężczyzn | 1:44,24 | +1,03  | brąz    | [ 23 ] |
| Kim Min-sun      | 500 m kobiet    | 37,60   | +0,56  | 7.      | [ 24 ] |
| Kim Min-sun      | 1000 m kobiet   | 1:16,49 | +3,30  | 16.     | [ 24 ] |
| Park Ji-woo      | 1000 m kobiet   | 1:19,39 | +6,20  | 30.     | [ 25 ] |
| Park Seong-hyeon | 1500 m mężczyzn | 1:47,59 | +4,38  | 21.     | [ 26 ] |

| Zawodnik       | Konkurencja          | Półfinał | Półfinał | Półfinał | Finał    | Finał  | Finał   | Miejsce | Źródło |
| Zawodnik       | Konkurencja          | Czas     | Punkty   | Miejsce  | Czas     | Punkty | Miejsce | Miejsce | Źródło |
| -------------- | -------------------- | -------- | -------- | -------- | -------- | ------ | ------- | ------- | ------ |
| Chung Jae-won  | bieg masowy mężczyzn | 7:56,76  | 12       | 4. Q     | 7:47,18  | 40     | 2.      | srebro  | [ 27 ] |
| Kim Bo-reum    | bieg masowy kobiet   | 8:34,23  | 40       | 2. Q     | 8:16,81  | 6      | 5.      | 5.      | [ 28 ] |
| Lee Seung-hoon | bieg masowy mężczyzn | 7:43,63  | 40       | 2. Q     | 7:47,204 | 20     | 3.      | brąz    | [ 29 ] |
| Park Ji-woo    | bieg masowy kobiet   | 8:53,64  | 0        | 13.      | NQ       | NQ     | NQ      | 26.     | [ 25 ] |

drużynowo
| Zawodnicy                                                  | Konkurencja             | Ćwierćfinał | Ćwierćfinał | Półfinał | Półfinał | Finał           | Finał   | Miejsce |
| Zawodnicy                                                  | Konkurencja             | Czas        | Miejsce     | Czas     | Miejsce  | Czas            | Miejsce | Miejsce |
| ---------------------------------------------------------- | ----------------------- | ----------- | ----------- | -------- | -------- | --------------- | ------- | ------- |
| Chung Jae-won Kim Min-seok Lee Seung-hoon Park Seong-hyeon | bieg drużynowy mężczyzn | 3:41,89     | 6. FC       | NQ       | NQ       | Finał C 3:53,77 | 6.      | 6.      |

### Narciarstwo alpejskie
| Zawodnik       | Konkurencja            | 1 przejazd | 1 przejazd | 2 przejazd | 2 przejazd | Łącznie | Łącznie | Źródło |
| Zawodnik       | Konkurencja            | Czas       | Pozycja    | Czas       | Pozycja    | Czas    | Pozycja | Źródło |
| -------------- | ---------------------- | ---------- | ---------- | ---------- | ---------- | ------- | ------- | ------ |
| Gim So-hui     | slalom kobiet          | 57,31      | 42.        | 56,80      | 39.        | 1:54,11 | 39.     | [ 30 ] |
| Gim So-hui     | slalom gigant kobiet   | 1:04,12    | 38.        | 1:03,10    | 32.        | 2:07,22 | 33.     | [ 30 ] |
| Jung Dong-hyun | slalom mężczyzn        | 56,85      | 29.        | 50,84      | 16.        | 1:47,69 | 21.     | [ 31 ] |
| Jung Dong-hyun | slalom gigant mężczyzn | DNF        | DNF        | NQ         | NQ         | DNF     | DNF     | [ 31 ] |
| Kang Young-seo | slalom kobiet          | DNF        | DNF        | NQ         | NQ         | DNF     | DNF     | [ 32 ] |
| Kang Young-seo | slalom gigant kobiet   | DNF        | DNF        | NQ         | NQ         | DNF     | DNF     | [ 32 ] |

### Narciarstwo dowolne
| Zawodnik       | Konkurencja       | Kwalifikacje | Kwalifikacje | Kwalifikacje | Kwalifikacje | Finał | Finał | Finał | Finał | Miejsce | Źródło |
| Zawodnik       | Konkurencja       | Z1           | Z2           | W            | M            | Z1    | Z2    | Z3    | W     | Miejsce | Źródło |
| -------------- | ----------------- | ------------ | ------------ | ------------ | ------------ | ----- | ----- | ----- | ----- | ------- | ------ |
| Jang Yujin     | halfpipe kobiet   | 3,75         | 4,25         | 4,25         | 20.          | NQ    | NQ    | NQ    | NQ    | 20.     | [ 33 ] |
| Kim Daeun      | halfpipe kobiet   | 44,50        | 45,50        | 45,50        | 17.          | NQ    | NQ    | NQ    | NQ    | 17.     | [ 34 ] |
| Lee Seung-hoon | halfpipe mężczyzn | 49,75        | 56,75        | 56,75        | 16.          | NQ    | NQ    | NQ    | NQ    | 16.     | [ 35 ] |

### Saneczkarstwo
| Zawodnik                     | Konkurencja      | 1. przejazd | 1. przejazd | 2. przejazd | 2. przejazd | 3. przejazd | 3. przejazd | 4. przejazd | 4. przejazd | Suma     | Suma    | Źródło |
| Zawodnik                     | Konkurencja      | Czas        | Miejsce     | Czas        | Miejsce     | Czas        | Miejsce     | Czas        | Miejsce     | Czas     | Miejsce | Źródło |
| ---------------------------- | ---------------- | ----------- | ----------- | ----------- | ----------- | ----------- | ----------- | ----------- | ----------- | -------- | ------- | ------ |
| Cho Jung-myung Park Jin-yong | dwójki mężczyzn  | 59,361      | 10.         | 59,366      | 12.         | —           | —           | —           | —           | 1:58,727 | 12.     | [ 36 ] |
| Aileen Frisch                | jedynki kobiet   | 59,776      | 23.         | 59,642      | 20.         | 59,055      | 18.         | 1:01,811    | 19.         | 4:00,284 | 19.     | [ 37 ] |
| Lim Nam-kyu                  | jedynki mężczyzn | 1:02,438    | 34.         | 59,794      | 30.         | 59,538      | 28.         | NQ          | NQ          | 3:01,770 | 33.     | [ 38 ] |

### Short track
| Zawodnik                                                              | Konkurencja       | Kwalifikacje | Kwalifikacje | Ćwierćfinał | Ćwierćfinał | Półfinał | Półfinał | Finał/Finał B | Finał/Finał B | Miejsce | Źródło |
| Zawodnik                                                              | Konkurencja       | Czas         | Pozycja      | Czas        | Pozycja     | Czas     | Pozycja  | Czas          | Pozycja       | Miejsce | Źródło |
| --------------------------------------------------------------------- | ----------------- | ------------ | ------------ | ----------- | ----------- | -------- | -------- | ------------- | ------------- | ------- | ------ |
| Choi Min-jeong                                                        | 500 m kobiet      | 42,853       | 1. Q         | 1:04,939    | 4.          | NQ       | NQ       | NQ            | NQ            | 14.     | [ 39 ] |
| Choi Min-jeong                                                        | 1000 m kobiet     | 1:28,053     | 1. Q         | 1:28,722    | 2. Q        | 1:26,850 | 3. Q     | 1:28,443      | 2.            | srebro  | [ 39 ] |
| Choi Min-jeong                                                        | 1500 m kobiet     | —            | —            | 2:20,846    | 1. Q        | 2:16,831 | 1. Q     | 2:17,789      | 1.            | złoto   | [ 39 ] |
| Hwang Dae-heon                                                        | 500 m mężczyzn    | 40,971       | 2. Q         | 40,636      | 2. Q        | DSQ      | DSQ      | NQ            | NQ            | 10.     | [ 40 ] |
| Hwang Dae-heon                                                        | 1000 m mężczyzn   | 1:23,042     | 1. Q         | 1:24,693    | 1. Q        | DSQ      | DSQ      | NQ            | NQ            | 8.      | [ 40 ] |
| Hwang Dae-heon                                                        | 1500 m mężczyzn   | —            | —            | 2:14,910    | 1. Q        | 2:13,188 | 1. Q     | 2:09,219      | 1.            | złoto   | [ 40 ] |
| Kim A-lang                                                            | 1000 m kobiet     | 1:28,680     | 3.           | NQ          | NQ          | NQ       | NQ       | NQ            | NQ            | 22.     | [ 41 ] |
| Kim A-lang                                                            | 1500 m kobiet     | —            | —            | 2:32,879    | 1. Q        | 2:22,420 | 4. QB    | 2:45.707      | 6. FB         | 13.     | [ 41 ] |
| Lee June-seo                                                          | 500 m mężczyzn    | DSQ          | DSQ          | NQ          | NQ          | NQ       | NQ       | NQ            | NQ            | -       | [ 42 ] |
| Lee June-seo                                                          | 1000 m mężczyzn   | 1:24,698     | 1. Q         | 1:23,682    | 1. Q        | DSQ      | DSQ      | NQ            | NQ            | 9.      | [ 42 ] |
| Lee June-seo                                                          | 1500 m mężczyzn   | —            | —            | 2:18,630    | 1. Q        | 2:16,586 | 1. Q     | 2:09,622      | 5.            | 5.      | [ 42 ] |
| Lee Yu-bin                                                            | 500 m kobiet      | 43,141       | 4.           | NQ          | NQ          | NQ       | NQ       | NQ            | NQ            | 26.     | [ 43 ] |
| Lee Yu-bin                                                            | 1000 m kobiet     | 1:27,862     | 2. Q         | 1:29,120    | 1. Q        | 1:28,170 | 3. QB    | 1:29,739      | 2. FB         | 6.      | [ 43 ] |
| Lee Yu-bin                                                            | 1500 m kobiet     | —            | —            | 2:17,851    | 2. Q        | 2:22,157 | 1. Q     | 2:18,825      | 6.            | 6.      | [ 43 ] |
| Park Jang-hyuk                                                        | 1000 m mężczyzn   | 1:24,081     | 1. Q         | DNF         | 3. ADV      | DNS      | DNS      | NQ            | NQ            | 10.     | [ 44 ] |
| Park Jang-hyuk                                                        | 1500 m mężczyzn   | —            | —            | 2:12,116    | 3. Q        | 2:12,751 | 2. Q     | 2:10,176      | 7.            | 7.      | [ 44 ] |
| Seo Whi-min Choi Min-jeong Kim A-lang Lee Yu-bin                      | sztafeta kobiet   | —            | —            | —           | —           | 4:05,904 | 2. Q     | 4:03,627      | 2.            | srebro  | [ 45 ] |
| Lee June-seo Kim Dong-wook Hwang Dae-heon Kwak Yoon-gy Park Jang-hyuk | sztafeta mężczyzn | —            | —            | —           | —           | 6:37,879 | 1. Q     | 6:41,679      | 2.            | srebro  | [ 46 ] |
| Choi Min-jeong Lee Yu-bin Hwang Dae-heon Park Jang-hyuk               | sztafeta mieszana | —            | —            | 2:48,308    | 3.          | NQ       | NQ       | NQ            | NQ            | 9.      | [ 47 ] |

### Skeleton
| Zawodnik      | Konkurencja    | Ślizg 1 | Ślizg 1 | Ślizg 2 | Ślizg 2 | Ślizg 3 | Ślizg 3 | Ślizg 4 | Ślizg 4 | Łącznie | Pozycja | Źródło |
| Zawodnik      | Konkurencja    | Czas    | Pozycja | Czas    | Pozycja | Czas    | Pozycja | Czas    | Pozycja | Łącznie | Pozycja | Źródło |
| ------------- | -------------- | ------- | ------- | ------- | ------- | ------- | ------- | ------- | ------- | ------- | ------- | ------ |
| Jung Seung-gi | ślizg mężczyzn | 1:01,18 | 11.     | 1:01,04 | 10.     | 1:00,69 | 9.      | 1:00,83 | 9.      | 4:03,74 | 10.     | [ 48 ] |
| Kim Eun-ji    | ślizg kobiet   | 1:03,28 | 22      | 1:03,68 | 23      | 1:02,83 | 22      | 3:09,79 | NQ      | NQ      | 23.     | [ 49 ] |
| Yun Sung-bin  | ślizg mężczyzn | 1:01,26 | 13.     | 1:01,04 | 13.     | 1:01,03 | 12.     | 1:00,63 | 7.      | 4:04,09 | 12.     | [ 50 ] |

### Snowboarding
freestyle
| Zawodnik    | Konkurencja       | Kwalifikacje | Kwalifikacje | Kwalifikacje | Kwalifikacje | Finał | Finał | Finał | Finał | Miejsce | Źródło |
| Zawodnik    | Konkurencja       | Z1           | Z2           | W            | M            | Z1    | Z2    | Z3    | W     | Miejsce | Źródło |
| ----------- | ----------------- | ------------ | ------------ | ------------ | ------------ | ----- | ----- | ----- | ----- | ------- | ------ |
| Lee Chae-un | halfpipe mężczyzn | 26,00        | 35,00        | 35,00        | 18.          | NQ    | NQ    | NQ    | NQ    | 18.     | [ 51 ] |
| Lee Na-yoon | halfpipe kobiet   | 31,00        | 34,50        | 34,50        | 20.          | NQ    | NQ    | NQ    | NQ    | 20.     | [ 52 ] |

równoległy
| Zawodnik      | Konkurencja                | Rozstawienie | Rozstawienie | 1/8 finału        | Ćwierćfinał     | Półfinał        | Finał           | Finał   | Miejsce | Źródło |
| Zawodnik      | Konkurencja                | Czas         | Miejsce      | Przeciwnik Czas   | Przeciwnik Czas | Przeciwnik Czas | Przeciwnik Czas | Miejsce | Miejsce | Źródło |
| ------------- | -------------------------- | ------------ | ------------ | ----------------- | --------------- | --------------- | --------------- | ------- | ------- | ------ |
| Jeong Hae-rim | slalom równoległy kobiet   | 1:29,10      | 18.          | NQ                | NQ              | NQ              | NQ              | NQ      | 18.     | [ 53 ] |
| Kim Sang-kyum | slalom równoległy mężczyzn | 1:23,81      | 24.          | NQ                | NQ              | NQ              | NQ              | NQ      | 24.     | [ 54 ] |
| Lee Sang-ho   | slalom równoległy mężczyzn | 1:20,54      | 1. Q         | Bagozza W (-0,92) | Wild P (+0,01)  | NQ              | NQ              | NQ      | 5.      | [ 55 ] |